# Chieti Calcio 2005-2006
Questa pagina raccoglie le informazioni riguardanti il Chieti Calcio nelle competizioni ufficiali della stagione 2005-2006.

## Rosa
| N. |                   | Ruolo | Calciatore                 |
| -- | ----------------- | ----- | -------------------------- |
|    | Italia (bandiera) | C     | Pasquale Apa               |
|    | Italia (bandiera) | A     | Mario Artistico            |
|    | Italia (bandiera) | D     | Alessandro Battisti        |
|    | Italia (bandiera) | P     | Gennaro Capasso            |
|    | Italia (bandiera) | P     | Marco Ciaramellano         |
|    | Italia (bandiera) | D     | Vittorio Ciarlariello      |
|    | Italia (bandiera) | A     | Marco Conversano           |
|    | Italia (bandiera) | C     | Claudio Costanzo           |
|    | Italia (bandiera) | C     | Giacomo Cotellessa         |
|    | Italia (bandiera) | D     | Matteo D'Amario            |
|    | Italia (bandiera) | C     | Stefano De Angelis         |
|    | Italia (bandiera) | D     | Alessandro Del Grosso      |
|    | Italia (bandiera) | C     | Domenico Di Cecco          |
|    | Italia (bandiera) | A     | Fabio Di Vito              |
|    | Italia (bandiera) | C     | Andrea Ghidini             |
|    | Italia (bandiera) | D     | Silvio Vittorio Giampietro |
|    | Italia (bandiera) | D     | Manuele Guzzo              |

| N. |                   | Ruolo | Calciatore         |
| -- | ----------------- | ----- | ------------------ |
|    | Italia (bandiera) | C     | Giovanni Langella  |
|    | Italia (bandiera) | C     | Bruno Maggi        |
|    | Italia (bandiera) | A     | Roberto Manca      |
|    | Italia (bandiera) | D     | Mattia Menichini   |
|    | Italia (bandiera) | D     | Paolo Minardi      |
|    | Italia (bandiera) | C     | Nazario Pignotti   |
|    | Italia (bandiera) | D     | Marco Pomante      |
|    | Italia (bandiera) | A     | Giovanni Pompei    |
|    | Italia (bandiera) | A     | Stefano Romano     |
|    | Italia (bandiera) | D     | Dario Rossi        |
|    | Italia (bandiera) | D     | Roberto Santarelli |
|    | Italia (bandiera) | C     | Giuseppe Scarpato  |
|    | Italia (bandiera) | C     | Vincenzo Spatola   |
|    | Italia (bandiera) | C     | Danilo Stefani     |
|    | Italia (bandiera) | D     | Francesco Tomei    |
|    | Italia (bandiera) | A     | Francesco Virdis   |
|    | Italia (bandiera) | C     | Paolo Zaccagnini   |

## Risultati

### Campionato

#### Girone di andata
| 28 agosto 2005 1ª giornata | Chieti | 1 – 2 | Perugia |  |

| 4 settembre 2005 2ª giornata | Grosseto | 1 – 1 | Chieti |  |

| 11 settembre 2005 3ª giornata | Chieti | 1 – 0 | Acireale |  |

| 18 settembre 2005 4ª giornata | Lanciano | 2 – 0 | Chieti |  |

| 25 settembre 2005 5ª giornata | Massese | 1 – 0 | Chieti |  |

| 2 ottobre 2005 6ª giornata | Chieti | 1 – 0 | Pistoiese |  |

| 9 ottobre 2005 7ª giornata | Manfredonia | 1 – 0 | Chieti |  |

| 16 ottobre 2005 8ª giornata | Chieti | 1 – 1 | Lucchese |  |

| 23 ottobre 2005 9ª giornata | Juve Stabia | 1 – 2 | Chieti |  |

| 6 novembre 2005 10ª giornata | Chieti | 2 – 2 | Gela |  |

| 13 novembre 2005 11ª giornata | Torres | 4 – 0 | Chieti |  |

| 20 novembre 2005 12ª giornata | Chieti | 1 – 2 | Napoli |  |

| 27 novembre 2005 13ª giornata | Chieti | 0 – 1 | Sangiovannese |  |

| 2 dicembre 2005 14ª giornata | Frosinone | 1 – 0 | Chieti |  |

| 11 dicembre 2005 15ª giornata | Chieti | 0 – 1 | Foggia |  |

| 15 dicembre 2005 16ª giornata | Martina | 3 – 2 | Chieti |  |

| 21 dicembre 2005 17ª giornata | Chieti | 1 – 0 | Pisa |  |

#### Girone di ritorno
| 8 gennaio 2006 18ª giornata | Perugia | 3 – 0 | Chieti |  |

| 13 gennaio 2006 19ª giornata | Chieti | 0 – 1 | Grosseto |  |

| 22 gennaio 2006 20ª giornata | Acireale | 1 – 0 | Chieti |  |

| 29 gennaio 2006 21ª giornata | Chieti | 1 – 2 | Lanciano |  |

| 5 febbraio 2006 22ª giornata | Chieti | 1 – 1 | Massese |  |

| 17 febbraio 2006 23ª giornata | Pistoiese | 0 – 0 | Chieti |  |

| 24 febbraio 2006 24ª giornata | Chieti | 1 – 2 | Manfredonia |  |

| 5 marzo 2006 25ª giornata | Lucchese | 1 – 1 | Chieti |  |

| 12 marzo 2006 26ª giornata | Chieti | 1 – 0 | Juve Stabia |  |

| 19 marzo 2006 27ª giornata | Gela | 0 – 1 | Chieti |  |

| 26 marzo 2006 28ª giornata | Chieti | 1 – 1 | Torres |  |

| 2 aprile 2006 29ª giornata | Napoli | 2 – 0 | Chieti |  |

| 9 aprile 2006 30ª giornata | Sangiovannese | 1 – 0 | Chieti |  |

| 15 aprile 2006 31ª giornata | Chieti | 3 – 0 | Frosinone |  |

| 23 aprile 2006 32ª giornata | Foggia | 3 – 0 | Chieti |  |

| 30 aprile 2006 33ª giornata | Chieti | 0 – 2 | Martina |  |

| 7 maggio 2006 34ª giornata | Pisa | 3 – 1 | Chieti |  |